# Caspar Bartholin der Jüngere

Carspar Bartholin der Jüngere

Caspar Thomeson Bartholin (auch Caspar Bartholin Secundus oder Caspar Bartholin der Jüngere; * 10. September 1655 in Kopenhagen; † 11. Juni 1738 ebenda) war ein dänischer Anatom. Bartholin war der Erstbeschreiber der Glandula vestibularis major (lat.-anat.; ‚große Scheidenvorhof-Drüse‘), die in der Humananatomie nach ihm auch als „Bartholin-Drüse“ oder „Bartholin’sche Drüse“ bezeichnet wird.

## Leben

De ovariis mulierum et generationis historia epistola anatomica, 1678

Er war der Sohn des Anatomen und Naturwissenschaftlers Thomas Bartholin und Enkel des gleichnamigen Theologen und Anatomen Caspar Bartholin. Letzterem wird gelegentlich fälschlicherweise die Entdeckung der Bartholinischen Drüse zugeschrieben.
Caspar Bartholin begann 1671 sein Medizinstudium und wurde bereits 1674, als 19-Jähriger, von König Christian V. zum Professor für Philosophie ernannt. Nach seiner Ernennung unternahm er eine dreijährige Studienreise durch Europa, bei der er unter anderem beim Pariser Anatomen Joseph Guichard Duverney (1648–1730) arbeitete. Mit diesem zusammen fand er die Bartholinsche Drüse bei einer Kuh. Nach seiner Rückkehr nach Kopenhagen lehrte er als Professor für Physik und Anatomie an der Universität Kopenhagen, wo er dreimal als Rektor amtierte. 1678 erhielt er von seinem Vater, der mehrmals Rektor der Universität war, den Doktortitel für Medizin.
Nebst der Beschreibung der Glandulae vestibulares majores des weiblichen Genitales im Jahr 1677 beschrieb Bartholin im Jahr 1684 den Ausführungsgang der Glandula sublingualis. Beide Strukturen wurden nach ihm benannt.
Um 1700 gab Caspar Bartholin seine Lehrtätigkeit an der Universität auf und begann sich für Politik zu interessieren. 1709 wurde er Richter am obersten Gericht, 1719 Generalstaatsanwalt und 1724 Ministerialrat für Finanzen.
Seit 1699 war er korrespondierendes Mitglied der Académie des sciences.

## Werke
- De ovariis mulierum et generationis historia epistola in der Google-Buchsuche (1677)
- De tibiis veterum et earum antiquo usu in der Google-Buchsuche, B. Carrara, Rom 1677
- Thomae Bartholini De unicornu observationes novae. Secunda editione auctiores & emendatiores / editae a Filio Casparo Bartholino. Amstelaedami: apud Henr. Wetstenium, 1678. Digitalisierte Ausgabe der Universitäts- und Landesbibliothek Düsseldorf
- De ductu salivali hactenus non descripto (1684)